# Landman
Landman är en amerikansk dramaserie som hade premiär på Paramount+ den 17 november 2024. Serien vars första säsong består av 10 avsnitt är skapad av Taylor Sheridan och Christian Wallace.

## Handling
Serien  utspelar sig på oljeriggar i Texas, USA, där lycksökare antingen blir superrika eller förlorar allt.

## Rollista (i urval)
- Billy Bob Thornton - Tommy Norris
- Ali Larter - Angela Norris
- Michelle Randolph - Ainsley Norris
- Jacob Lofland - Copper Norris
- James Jordan - Dale Bradley
- Demi Moore - Cami Miller